# Liste der Naturdenkmale in Benningen am Neckar
| Naturdenkmale | Anzahl |
| ------------- | ------ |
| FND           | 10     |
| END           | 3      |
| Gesamt        | 13     |

Die Liste der Naturdenkmale in Benningen am Neckar nennt die verordneten Naturdenkmale (ND) der im baden-württembergischen Landkreis Ludwigsburg liegenden Gemeinde Benningen am Neckar. In Benningen am Neckar gibt es insgesamt dreizehn als Naturdenkmal geschützte Objekte, davon zehn flächenhafte Naturdenkmale (FND) und drei Einzelgebilde-Naturdenkmale (END).
Stand: 30. Oktober 2016.

## Flächenhafte Naturdenkmale (FND)
| Name                                                           | Bild | Kennung     | Einzelheiten        | Position | Fläche Hektar | Datum        |
| -------------------------------------------------------------- | ---- | ----------- | ------------------- | -------- | ------------- | ------------ |
| Baumgruppe an der Grundschule                                  | BW   | 81180060005 | Benningen am Neckar | ⊙        | 0,1           | 6. Juli 1988 |
| Ehemalige Steinbrüche Steinlanden                              | BW   | 81180060010 | Benningen am Neckar | ⊙        | 1,4           | 6. Juli 1988 |
| Ehem.Baggersee u.Umgebung im Gew.Unterer Wert                  | BW   | 81180060011 | Benningen am Neckar | ⊙        | 6,7           | 6. Juli 1988 |
| Feldgehölze und geologische Aufschlüsse bei der Neckarschleuse | BW   | 81180060007 | Benningen am Neckar | ⊙        | 0,4           | 6. Juli 1988 |
| Feldgehölze und Pflanzenstandorte an der Bahnlinie             | BW   | 81180060009 | Benningen am Neckar | ⊙        | 2,3           | 6. Juli 1988 |
| Feldhecke mit Böschung                                         | BW   | 81180060013 | Benningen am Neckar | ⊙        | 0,2           | 2. Apr. 1993 |
| Feuchtgebiet „Haags Loch“                                      | BW   | 81180060006 | Benningen am Neckar | ⊙        | 0,8           | 6. Juli 1988 |
| Lößhohlweg im Gewann Häring                                    | BW   | 81180060012 | Benningen am Neckar | ⊙        | 0,2           | 6. Juli 1988 |
| Neckarspitz                                                    | BW   | 81180060014 | Benningen am Neckar | ⊙        | 1,0           | 2. Apr. 1993 |
| 50 Birken im Friedhof                                          | BW   | 81180060004 | Benningen am Neckar | ⊙        | 0,6           | 6. Juli 1988 |
| Legende für Naturdenkmal                                       |      |             |                     |          |               |              |

## Einzelgebilde (END)
| Name                     | Bild | Kennung     | Einzelheiten        | Position | Fläche Hektar | Datum        |
| ------------------------ | ---- | ----------- | ------------------- | -------- | ------------- | ------------ |
| 1 Mostbirnbaum           | BW   | 81180060008 | Benningen am Neckar | ⊙        | 0,0           | 6. Juli 1988 |
| 1 Roßkastanie            | BW   | 81180060002 | Benningen am Neckar | ⊙        | 0,0           | 6. Juli 1988 |
| 1 Sommerlinde            | BW   | 81180060001 | Benningen am Neckar | ⊙        | 0,0           | 6. Juli 1988 |
| Legende für Naturdenkmal |      |             |                     |          |               |              |